# Teleconferencia

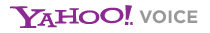
Logotipo de Yahoo! Voice.

La teleconferencia es una tecnología que permite el intercambio directo de información entre varias personas y máquinas a distancia a través de un sistema de telecomunicaciones. Términos tales como conferencias de audio, conferencia telefónica, también se utilizan a veces para referirse a las teleconferencias.
Este sistema permite el intercambio de audio, vídeo o servicios de transmisión de datos, como la telefonía, telegrafía, teletipos, radio y televisión.

## Tipos de teleconferencia
Existen cinco servicios distintos de teleconferencias:
Multiconferencia
Permite establecer una comunicación telefónica entre dos o más usuarios geográficamente alejados entre sí. La información soportada es la voz y la red de soporte de este servicio es la red telefónica básica (RTB), utilizando como terminal el teléfono.
Con un único número de teléfono se accede a la unidad de multiconferencia o UMC, que gestiona el intercambio de información entre los usuarios. Esta UMC estará conectada a un cierto número de líneas telefónicas, que será el número máximo de usuarios permitidos a la vez.
Audioconferencia
Es un servicio que permite la comunicación mediante voz de dos personas alejadas geográficamente, además de facsímil o imágenes estáticas, aunque tiene la limitación de no poder transmitirlo a la vez con la voz. Esta comunicación se hace en tiempo real y en los dos sentidos (bidireccional) utilizando la red telefónica básica y el terminal usado en una sala integrada. El objetivo fundamental es la comunicación entre dos grupos, por lo que se establece la comunicación entre las dos salas de audioconferencia, que disponen de los medios necesarios para captar las voces del grupo.
Teleconferencia audiográfica
Presenta mejoras respecto a la audioconferencia. Permite la comunicación de voz con alta calidad y otras facilidades al mismo tiempo. La red que soporta este tipo de servicio es la red digital de servicios integrados (RDSI), usando unos terminales específicos (terminales de teleconferencia audiográfica).
Un terminal de teleconferencia audiográfica (TTA) es necesario para este servicio. Una TTA es básicamente una sala con un equipo de audio, un equipo para el intercambio de mensajes, otro equipo para el intercambio de imágenes, un fax, etc. La red utilizada para la teleconferencia audiográfica es la RDSI. Para la comunicación de múltiples grupos se necesita también un UMC.
Videoconferencia
Es el servicio que permite la comunicación bidireccional simultánea (en tiempo real), persona a persona o grupo a grupo, con la diferencia de que no sólo se transmite voz, sino que es posible la transmisión de video y, opcionalmente, imágenes fijas, datos, textos y gráficos de grupos. La comunicación se establece mediante RDSI.
Videotelefonía
Es un servicio audiovisual, bidireccional que permite la comunicación persona a persona mediante voz e imágenes (aunque también puede admitir transmisión de datos) en tiempo real. La diferencia con la videoconferencia es que aquí el terminal utilizado es el videoteléfono, que consta básicamente de una pantalla, cámara, teclado, micrófono, altavoz. La red necesaria es también RDSI.